# حمائمية أوروبية
حمائمية أوروبية (الاسم العلمي: Pelistega europaea) هي نوع من البكتيريا، سلبية الغرام، تتبع جنس الحمائميات.